# Кубок Футбольної ліги 1964—1965
Кубок Футбольної ліги 1964–1965 — 5-й розіграш Кубка Футбольної ліги. Титул вперше здобув «Челсі».

## Календар
| Раунд        | Дата                          | Матчі | Клуби   |
| ------------ | ----------------------------- | ----- | ------- |
| Перший раунд | 2-14 вересня 1964             | 18+4  | 82 → 64 |
| 1/32 фіналу  | 22 вересня - 12 жовтня 1964   | 32+4  | 64 → 32 |
| 1/16 фіналу  | 14-28 жовтня 1964             | 16+3  | 32 → 16 |
| 1/8 фіналу   | 4-11 листопада 1964           | 8+2   | 16 → 8  |
| 1/4 фіналу   | 23 листопада - 16 грудня 1964 | 4+1   | 8 → 4   |
| 1/2 фіналу   | 20 січня - 10 лютого 1965     | 4     | 4 → 2   |
| Фінал        | 15 березня - 5 квітня 1965    | 2     | 2 → 1   |

## Перший раунд
| Команда 1                    | Рахунок | Команда 2               |
| ---------------------------- | ------- | ----------------------- |
| 2 вересня 1964               |         |                         |
| Барнслі (3)                  | 2:1     | Лінкольн Сіті (4)       |
| Бредфорд Сіті (4)            | 2:0     | Йорк Сіті (4)           |
| Брентфорд (3)                | 0:2     | Саутенд Юнайтед (3)     |
| Брайтон енд Гоув Альбіон (4) | 2:2     | Міллволл (4)            |
| Честер Сіті (4)              | 3:0     | Рексем (4)              |
| Честерфілд (4)               | 3:0     | Гартлпул Юнайтед (4)    |
| Колчестер Юнайтед (3)        | 1:1     | Торкі Юнайтед (4)       |
| Донкастер Роверз (4)         | 1:0     | Бредфорд Парк-Авеню (4) |
| Ексетер Сіті (3)             | 2:0     | Джиллінгем (3)          |
| Галіфакс Таун (4)            | 1:3     | Дарлінгтон (4)          |
| Ноттс Каунті (4)             | 3:2     | Ньюпорт Каунті (4)      |
| Квінз Парк Рейнджерс (3)     | 5:2     | Олдершот (4)            |
| Саутпорт (4)                 | 0:0     | Карлайл Юнайтед (3)     |
| Стокпорт Каунті (4)          | 1:3     | Рочдейл (4)             |
| Транмер Роверз (4)           | 2:0     | Кру Александра (4)      |
| Волсолл (3)                  | 1:1     | Оксфорд Юнайтед (4)     |
| Воркінгтон (3)               | 9:1     | Барроу (4)              |
| 7 вересня 1964               |         |                         |
| Порт Вейл (3)                | 0:1     | Лутон Таун (4)          |

Перегравання
| Команда 1           | Рахунок | Команда 2                    |
| ------------------- | ------- | ---------------------------- |
| 7 вересня 1964      |         |                              |
| Оксфорд Юнайтед (4) | 6:1     | Волсолл (3)                  |
| 9 вересня 1964      |         |                              |
| Міллволл (4)        | 1:0     | Брайтон енд Гоув Альбіон (4) |
| 10 вересня 1964     |         |                              |
| Торкі Юнайтед (4)   | 3:0     | Колчестер Юнайтед (3)        |
| 14 вересня 1964     |         |                              |
| Карлайл Юнайтед (3) | 1:0     | Саутпорт (4)                 |

## 1/32 фіналу
| Команда 1            | Рахунок | Команда 2                |
| -------------------- | ------- | ------------------------ |
| 22 вересня 1964      |         |                          |
| Бристоль Роверз (3)  | 0:2     | Честерфілд (4)           |
| Галл Сіті (3)        | 0:0     | Саутенд Юнайтед (3)      |
| Вотфорд (3)          | 2:2     | Портсмут (2)             |
| 23 вересня 1964      |         |                          |
| Бірмінгем Сіті (2)   | 0:3     | Челсі                    |
| Блекпул              | 3:0     | Ньюкасл Юнайтед (2)      |
| Болтон Вондерерз (2) | 1:5     | Блекберн Роверз          |
| Борнмут (3)          | 0:2     | Нортгемптон Таун (2)     |
| Бері (2)             | 4:1     | Дарлінгтон (4)           |
| Карлайл Юнайтед (3)  | 4:1     | Бристоль Сіті (3)        |
| Чарльтон Атлетік (2) | 2:1     | Мідлсбро (2)             |
| Честер Сіті (4)      | 5:4     | Дербі Каунті (2)         |
| Ковентрі Сіті (2)    | 4:1     | Іпсвіч Таун (2)          |
| Донкастер Роверз (4) | 1:0     | Престон Норт-Енд (2)     |
| Ексетер Сіті (3)     | 3:5     | Бредфорд Сіті (4)        |
| Фулгем               | 2:0     | Оксфорд Юнайтед (4)      |
| Грімсбі Таун (3)     | 3:1     | Олдем Атлетік (3)        |
| Лідс Юнайтед         | 3:2     | Гаддерсфілд Таун (2)     |
| Лестер Сіті          | 0:0     | Пітерборо Юнайтед (3)    |
| Лейтон Орієнт (2)    | 3:0     | Барнслі (3)              |
| Лутон Таун (4)       | 0:1     | Астон Вілла              |
| Манчестер Сіті (2)   | 3:5     | Менсфілд Таун (3)        |
| Міллволл (4)         | 1:2     | Норвіч Сіті (2)          |
| Плімут Аргайл (2)    | 2:1     | Шеффілд Юнайтед          |
| Редінг (3)           | 4:0     | Квінз Парк Рейнджерс (3) |
| Ротергем Юнайтед (2) | 2:0     | Рочдейл (4)              |
| Сканторп Юнайтед (3) | 0:1     | Воркінгтон (3)           |
| Саутгемптон (2)      | 3:2     | Кардіфф Сіті (2)         |
| Сток Сіті            | 1:1     | Шрусбері Таун (3)        |
| Свонсі Сіті (2)      | 3:1     | Свіндон Таун (2)         |
| Торкі Юнайтед (4)    | 1:2     | Ноттс Каунті (4)         |
| Транмер Роверз (4)   | 0:2     | Крістал Пелес (2)        |
| 30 вересня 1964      |         |                          |
| Сандерленд           | 4:1     | Вест Гем Юнайтед         |

Перегравання
| Команда 1             | Рахунок | Команда 2     |
| --------------------- | ------- | ------------- |
| 28 вересня 1964       |         |               |
| Саутенд Юнайтед (3)   | 3:1     | Галл Сіті (3) |
| 29 вересня 1964       |         |               |
| Шрусбері Таун (3)     | 0:1     | Сток Сіті     |
| 8 жовтня 1964         |         |               |
| Пітерборо Юнайтед (3) | 0:2     | Лестер Сіті   |
| 12 жовтня 1964        |         |               |
| Портсмут (2)          | 2:1     | Вотфорд (3)   |

## 1/16 фіналу
| Команда 1            | Рахунок | Команда 2           |
| -------------------- | ------- | ------------------- |
| 14 жовтня 1964       |         |                     |
| Бері (2)             | 0:1     | Плімут Аргайл (2)   |
| Чарльтон Атлетік (2) | 2:1     | Лейтон Орієнт (2)   |
| Честерфілд (4)       | 3:1     | Карлайл Юнайтед (3) |
| Ковентрі Сіті (2)    | 3:2     | Менсфілд Таун (3)   |
| Донкастер Роверз (4) | 2:3     | Бредфорд Сіті (4)   |
| Лідс Юнайтед         | 2:3     | Астон Вілла         |
| Редінг (3)           | 1:1     | Фулгем              |
| Ротергем Юнайтед (2) | 2:2     | Свонсі Сіті (2)     |
| Сток Сіті            | 3:1     | Саутенд Юнайтед (3) |
| Воркінгтон (3)       | 0:0     | Блекберн Роверз     |
| 19 жовтня 1964       |         |                     |
| Грімсбі Таун (3)     | 0:5     | Лестер Сіті         |
| 20 жовтня 1964       |         |                     |
| Нортгемптон Таун (2) | 2:1     | Портсмут (2)        |
| 21 жовтня 1964       |         |                     |
| Норвіч Сіті (2)      | 5:3     | Честер Сіті (4)     |
| 26 жовтня 1964       |         |                     |
| Челсі                | 4:0     | Ноттс Каунті (4)    |
| Крістал Пелес (2)    | 2:0     | Саутгемптон (2)     |
| Сандерленд           | 4:1     | Блекпул             |

Перегравання
| Команда 1       | Рахунок | Команда 2            |
| --------------- | ------- | -------------------- |
| 19 жовтня 1964  |         |                      |
| Фулгем          | 1:3     | Редінг (3)           |
| 22 жовтня 1964  |         |                      |
| Блекберн Роверз | 1:5     | Воркінгтон (3)       |
| 28 жовтня 1964  |         |                      |
| Свонсі Сіті (2) | 2:0     | Ротергем Юнайтед (2) |

## 1/8 фіналу
| Команда 1            | Рахунок | Команда 2         |
| -------------------- | ------- | ----------------- |
| 4 листопада 1964     |         |                   |
| Астон Вілла          | 3:1     | Редінг (3)        |
| Чарльтон Атлетік (2) | 0:1     | Бредфорд Сіті (4) |
| Лестер Сіті          | 0:0     | Крістал Пелес (2) |
| Нортгемптон Таун (2) | 4:1     | Честерфілд (4)    |
| Сток Сіті            | 1:1     | Плімут Аргайл (2) |
| Воркінгтон (3)       | 3:0     | Норвіч Сіті (2)   |
| 10 листопада 1964    |         |                   |
| Ковентрі Сіті (2)    | 4:2     | Сандерленд        |
| 11 листопада 1964    |         |                   |
| Челсі                | 3:2     | Свонсі Сіті (2)   |

Перегравання
| Команда 1         | Рахунок | Команда 2   |
| ----------------- | ------- | ----------- |
| 11 листопада 1964 |         |             |
| Крістал Пелес (2) | 1:2     | Лестер Сіті |
| Плімут Аргайл (2) | 3:1     | Сток Сіті   |

## 1/4 фіналу
| Команда 1         | Рахунок | Команда 2            |
| ----------------- | ------- | -------------------- |
| 23 листопада 1964 |         |                      |
| Астон Вілла       | 7:1     | Бредфорд Сіті (4)    |
| 25 листопада 1964 |         |                      |
| Плімут Аргайл (2) | 1:0     | Нортгемптон Таун (2) |
| Воркінгтон (3)    | 2:2     | Челсі                |
| 1 грудня 1964     |         |                      |
| Ковентрі Сіті (2) | 1:8     | Лестер Сіті          |

Перегравання
| Команда 1      | Рахунок | Команда 2      |
| -------------- | ------- | -------------- |
| 16 грудня 1964 |         |                |
| Челсі          | 2:0     | Воркінгтон (3) |

## 1/2 фіналу
| Команда 1               | Заг. | Команда 2         | 1-й матч | 2-й матч |
| ----------------------- | ---- | ----------------- | -------- | -------- |
| 20 січня/10 лютого 1965 |      |                   |          |          |
| Астон Вілла             | 3:4  | Челсі             | 2:3      | 1:1      |
| Лестер Сіті             | 4:2  | Плімут Аргайл (2) | 3:2      | 1:0      |

## Фінал
| Команда 1                | Заг. | Команда 2   | 1-й матч | 2-й матч |
| ------------------------ | ---- | ----------- | -------- | -------- |
| 15 березня/5 квітня 1965 |      |             |          |          |
| Челсі                    | 3:2  | Лестер Сіті | 3:2      | 0:0      |

### Перший матч
| 15 березня 1965 |

| Челсі                                         | 3:2 | Лестер Сіті              |
| --------------------------------------------- | --- | ------------------------ |
| Темблінг 33' Венейблз 70' (пен.) Маккріді 81' |     | Гудфеллоу 46' Еплтон 75' |

| Стемфорд Бридж, Лондон Глядачів: 20 690 Арбітр: Джим Фінні |

### Повторний матч
| 5 квітня 1965 |

| Лестер Сіті | 0:0 | Челсі |
| ----------- | --- | ----- |
|             |     |       |

| Філберт Стріт, Лестер Глядачів: 26 957 Арбітр: Кевін Гоулі |